# 斯塔克韦瑟 (北达科他州)
斯塔克韦瑟（英語：Starkweather），是美国北达科他州下属的一座城市。根据2010年美国人口普查，该市有人口117人。